# Septembrie 1980
Acest articol este generat integral pe baza informațiilor din articolul 1980 și este actualizat periodic de un robot.
 Editările făcute în articol vor fi șterse la următoarea actualizare! Dacă doriți să faceți modificări, editați articolul-sursă.

ianuarie -
februarie -
martie -
aprilie -
mai -
iunie -
iulie -
august -
septembrie -
octombrie -
noiembrie -
decembrie
Septembrie 1980 a fost a noua lună a anului și a început într-o zi de luni.

## Evenimente
- 17 septembrie: Apariția sindicatului liber polonez „Solidaritatea”.
- 22 septembrie: Irakul invadează Iranul. Începe un conflict prelungit (1980-1988), fără un deznodământ decisiv. În 1988, Iranul a acceptat semnarea unui acord de încetare a focului.

## Nașteri
- 3 septembrie: Polina Smolova, cântăreață belarusă
- 4 septembrie: Florin-Ionuț Barbu, politician
- 4 septembrie: Nicolae Diaconu, jucător român de polo pe apă
- 5 septembrie: Marianna Madia, politiciană italiană
- 5 septembrie: Siluan Ciornei, episcop ortodox ucrainean
- 7 septembrie: Emre Belözoğlu, fotbalist turc
- 7 septembrie: Nigar Jamal, cântăreață azeră
- 7 septembrie: Gabriel Alejandro Milito, fotbalist argentinian
- 7 septembrie: Jorge Daniel Pardo, actor american
- 7 septembrie: Rikke Skov, handbalistă daneză
- 8 septembrie: Attila Hadnagy, fotbalist român
- 8 septembrie: Mariana Solomon, atletă română
- 9 septembrie: Michelle Williams, actriță americană
- 11 septembrie: Antônio Pizzonia, pilot brazilian de Formula 1 și IndyCar
- 11 septembrie: Julien Sablé, fotbalist francez
- 12 septembrie: Adrian Gheorghe Iordache, fotbalist român
- 12 septembrie: Nicoleta Luciu, fotomodel și actriță română
- 14 septembrie: Ivan Radeljić, fotbalist bosniac
- 16 septembrie: Valentin Iliev, fotbalist bulgar
- 18 septembrie: Daniela Cârlan, atletă română
- 18 septembrie: Charles Hedger, muzician britanic
- 20 septembrie: Robert Koren, fotbalist sloven
- 21 septembrie: Henriette Mikkelsen, handbalistă daneză
- 23 septembrie: Robert Ghindeanu, fotbalist român
- 24 septembrie: John Arne Semundseth Riise, fotbalist norvegian
- 26 septembrie: Patrick Friesacher, pilot austriac de Formula 1
- 26 septembrie: Kazuki Ganaha, fotbalist japonez (atacant)
- 27 septembrie: Moony (Monica Bragato), cântăreață italiană
- 29 septembrie: Răzvan Florea, înotător român
- 28 septembrie: Sergiu Sîrbu, om politic din R. Moldova
- 28 septembrie: Sergiu Sîrbu, politician moldovean
- 30 septembrie: Martina Hingis, jucătoare elvețiană de tenis

## Decese
Samuel Wainer, jurnalist brazilian (n. 1910)
Maurice Genevoix (Charles Louis Maurice Genevoix), 89 ani, scriitor francez (n. 1890)
Alexandru Imre, muzician român (n. 1924)
Katherine Anne Porter, 90 ani, jurnalistă și scriitoare americană (n. 1890)
Margareta Cosăceanu-Lavrillier, 87 ani, sculptoriță franceză de origine română (n. 1893)
Marie Under, 97 ani, poetă estoniană (n. 1883)
Áron Márton, 84 ani, episcop romano-catolic (n. 1896)
Peter, Duce de Schleswig-Holstein, 58 ani, șeful Casei de Oldenburg (1965-1980), (n. 1922)